# Joseph R. Mendelson
Joseph R. Mendelson III est un herpétologiste américain né en 1964.
Diplômé de l'Université d'État du Kansas, en 1997, il travaille à l'Université d'État de l'Utah et est responsable de la Society for the Study of Amphibians and Reptiles Grants.

## Quelques taxons décrits
- Bufo campbelli
- Bufo spiculatus
- Bufo tutelarius
- Charadrahyla nephila
- Ecnomiohyla rabborum
- Exerodonta chimalapa
- Exerodonta xera
- Hemiphractus helioi
- Hylomantis hulli
- Plectrohyla calthula
- Plectrohyla celata
- Plectrohyla labedactyla
- Pristimantis delius
- Pristimantis gagliardoi
- Pristimantis luscombei
- Syncope tridactyla

Mendelson est l’abréviation habituelle de Joseph R. Mendelson en zoologie.

Consulter la liste des abréviations d'auteur en zoologie ou la liste des taxons zoologiques assignés à cet auteur par ZooBank
- Notices d'autorité :   - VIAF
  - ISNI
  - LCCN
  - NUKAT
  - WorldCat